# Fili (mitologia)
|  | Pel que fa als personatges de El Hòbbit, vegeu Fili i Kili. |

Fili (en grec antic Φύλιος) va ser, segons la mitologia grega, un jove etoli que apareix en una història d'amor tinguda amb Cigne, fill d'Apol·lo.
Estava enamorat de Cigne, un jove molt bell que vivia en un bosc, entre Pleuró i Calidó. Però Cigne tractava malament els enamorats, era cruel i despietat amb tots els que se li apropaven. Tots el van deixar, però Fili no va poder. Cigne li va exigir que complís un cert nombre de proves que el seu caprici li va imposar. Va haver de matar un lleó sense fer servir cap arma de ferro. Després va haver de capturar vius uns voltors que mataven i es menjaven les persones, i finalment, portar davant de l'altar de Zeus un toro amb les seves pròpies mans. Fili va dur a terme tot sol les dues primeres proves, però per la tercera va demanar ajuda a Hèracles. L'heroi li va aconsellar que acabés amb el seu servilisme i Fili es va negar a donar el toro a Cigne, tal com havia fet amb els voltors i el lleó. Cigne, enfurismat, es va llençar dins d'un estany, on es va transformar en cigne, com la seva mare.